# Ruisseau Lecointre
Pour les articles homonymes, voir Lecointre.
Le ruisseau Lecointre est un affluent gauche de la rivière Wapus dans le bassin versant de la rivière Gatineau. Son cours traverse les territoires non organisés de Lac-Lenôtre et de Lac-Douaire au Québec, au Canada.

## Géographie
Les bassins versants voisins du ruisseau Lecointre sont :
- côté nord : rivière Wapus, lac Wapus ;
- côté est : lac Lecointre, rivière du Coucou, ruisseau Vagnier ;
- côté sud : ruisseau Michony's ;
- côté ouest : rivière des Outaouais.

Le lac Lecointre constitue le plan d'eau supérieur du ruisseau Lecointre. Il est situé à l'ouest de la rivière du Canot.
À partir de l'embouchure du lac Lecointre (altitude : 399 m), le ruisseau Lecointre coule vers le nord-ouest jusqu'à un lac que le courant traverse vers le nord. Puis la rivière recueille la décharge (venant du nord-est) du lac Vimont (altitude : 404 m). Ensuite, la rivière traverse un lac (altitude : 390 m) vers le nord-ouest, bifurque vers l'ouest et traverse partiellement un autre lac (altitude : 390 m) vers le sud.
À partir de l'embouchure de ce dernier lac, le ruisseau Lecointre coule vers le sud-ouest en parallèle (du côté sud) à la rivière Wapus. Dans son cours supérieur, le ruisseau Lecointre traverse vers le sud-ouest successivement les lacs trite (altitude : 376 m) et "aux Cèdres" (altitude : 367 m) lequel est formé par un élargissement de la rivière.
Le ruisseau Lecointre se déverse sur la rive est de la rivière Wapus, laquelle se déverse à son tour sur la rive est de la rivière Gens de Terre.

## Toponymie
Le toponyme ruisseau Lecointre évoque l'œuvre de vie de Guy Lecointre dit Labarre, soldat de la compagnie de la Colombière lors de la guerre de Sept Ans (1756-1763).
Jadis, ce cours d'eau était désigné ruisseau Lecomtre ou ruisseau Notakim.
Le toponyme ruisseau Lecointre a été officialisé le 5 décembre 1968 à la Banque des noms de lieux de la Commission de toponymie du Québec.